# Peter Bartram
Peter Bartram, född den 4 maj 1961 i Århus, Danmark, är en dansk general som under åren 2012-2017 var Danmarks försvarschef..
Han efterträdde den tillförordnade Bjørn Ingemann Bisserup som haft ämbetet sedan den 1 januari och föregåtts av den ordinarie Knud Bartels som innehade ämbetet från 16 november 2009 till 31 december 2011. Bisserup kom sedermera även att bli hans efterträdare.